# Ringfest

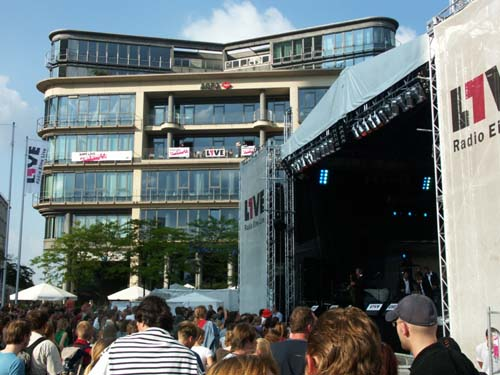
1Live-Bühne am MediaPark

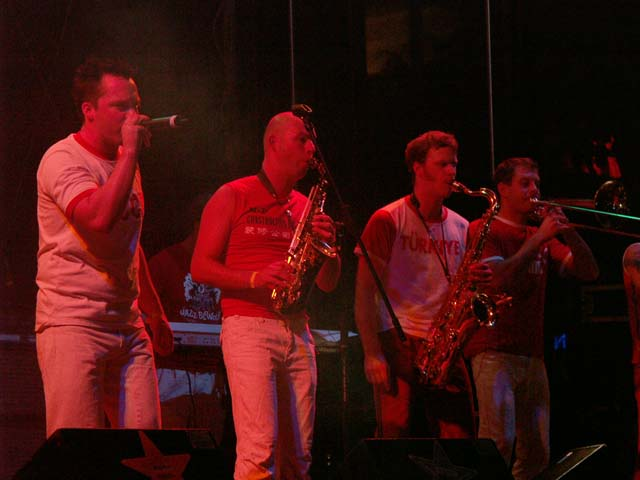
Lax Alex Contrax, eine der präsentierten Bands

Das Musikfest am Ring (auch bekannt als Ringfest) war eine jährlich stattfindende Freiluft-Musikveranstaltung in Köln, bei der an verschiedenen Orten der Kölner Innenstadt Bühnen aufgebaut waren, auf denen Livebands auftraten, aber auch andere Ereignisse präsentiert wurden. Das Ringfest zog sich vom Mediapark über die Ringe bis zum Neumarkt. Zwischen den Bühnen waren ähnlich wie bei einem Jahrmarkt Buden zur Versorgung mit Getränken, Essen und Souvenirs aufgebaut. Die Sponsoren des Ringfestes waren zum großen Teil Tabakfirmen, Hersteller alkoholischer Mixgetränke, Rundfunk- und Fernsehanstalten und Spielkonsolenhersteller. Sie trafen hier an ihren aufwändig gestalteten Ständen ihre überwiegend jugendliche Zielgruppe. Dafür verzichtete man auf Eintrittsgelder.
Das Ringfest fand zum ersten Mal 1993 statt. Zirka 200 Musikgruppen wurden jedes Jahr präsentiert. Gruppen wie Brings, Fettes Brot und Caught in the Act, aber auch viele neue Bands traten auf. Der Trend entfernte sich wieder von den in Castingshows gezüchteten Chartstürmern hin zu Livemusikern, nicht zuletzt in der Hoffnung, den Verkauf von CDs wieder mehr beleben zu können. Im Jahre 2005 wurden rund 500.000 Besucher gezählt.
Für das Jahr 2006 wurde das Ringfest einen Monat vor dem geplanten Termin abgesagt. Die Veranstalter begründeten ihren Schritt mit den „derzeitigen Gegebenheiten auf dem Musikmarkt“, die ein großes Fest nicht mehr ermöglichten. Seitdem fand kein Ringfest mehr statt.
Die lange Zeit parallel zum Ringfest stattfindende Musikmesse Popkomm fand von 2004 bis 2008 in Berlin statt. Seit 2004 gibt es neben dem Ringfest das „c/o pop“-Festival für elektronische Popkultur. Das Cologne On Pop präsentiert sich als Kombination aus Musik- und Kunst-Festival sowie als Kongress. Die Musik- und Kunstveranstaltungen finden sowohl am Deutzer Rheinufer als auch in den verschiedenen Clubs der Stadt statt. Bei der Premiere 2004 kamen 50.000 Besucher zu diesem Festival.
Das Ringfest endete mit der letzten Veranstaltung im August 2003 und zog dann nach Berlin, weil sich dort die Musikindustrie mehr aufhielt als in Köln.